# Nycteola ilicana
Nycteola ilicana är en fjärilsart som beskrevs av Fabricius 1781. Nycteola ilicana ingår i släktet Nycteola och familjen trågspinnare. Inga underarter finns listade i Catalogue of Life.